# Jean Claude Léonard Poisle Desgranges
Jean Claude Léonard Poisle Desgranges, né à Orléans le 14 août 1789 et mort à Paris 20e le 16 juin 1876, est un poète et linguiste français.
Employé à l'administration des Postes, c'est un poète et chansonnier bien oublié de nos jours. Mais on connaît mieux son Petit dictionnaire du peuple, inventaire des cacologies du langage du début du XIXe siècle.
Il était le père de Joseph Poisle Desgranges.

## Œuvres
- Petit dictionnaire du Peuple, 1821.
- Ambigu lyrique. 1823.Texte en ligne
- Nouveau chant français. 1823.
- Le Rectificateur de la conversation et du style, ou Dictionnaire critique des locutions vicieuses. 1824.
- Jeu des emblèmes. 1825
- Ode sur le sacre de S.M. Charles X. 1825
- Petit vaudeville à l’occasion de la fête de S. M. Charles X, 1825.
- Proverbes mis en action, ou Morale récréative. 1825.
- Le Parnasse à Paris, 4 novembre 1826. 1826
- Jour de la Saint-Charles. 1827
- Le Petit botaniste, ou Description de diverses plantes…  1837. Texte en ligne
- Cinq bluettes. 1835.
- Conseils à mon fils, aspirant surnuméraire. 1840. Texte en ligne
- Six mois après. 1859.
- Petit dictionnaire du peuple - J.C.L.P. DESGRANGES le Jeune

Édition initiée par Marie-Rose Simoni-Aurembou, directrice de
recherche CNRS, Institut de Linguistique Française - UMR
6039 et complétée et présentée par Fabrice Jejcic, Ingénieur
de recherche CNRS, ex-directeur de l’unité  Cultures, Langues,
Textes. Préface de Jean Pruvost, directeur du laboratoire CNRS,
Métafif (Métalexicographie et Dictionnaires francophones), université 
Cergy-Pontoise. Corsaire Éditions 2022